# Twee aapjes
Twee aapjes is een klein schilderij van Pieter Bruegel de Oudere uit 1562 in de Gemäldegalerie van de Staatliche Museen zu Berlin (inv. 2077). Linksonder is het · BRVEGEL · MDLXII · gesigneerd.

## Voorstelling
Aan een ring vastgeklonken in een boogvenster zijn twee apen vastgeketend. Het zijn roodkopmangabeys uit West-Afrika. De linkse staart met grote ogen voor zich uit, de rechtse is weggedraaid van de kijker en blikt nogal ineengedoken en moedeloos naar buiten. Naast hen liggen schelpen van een gekraakte noot. Door het venster kijken we neer op de Schelde en zien we het profiel van Antwerpen uit het zuidwesten. Twee vogels vliegen voorbij, andere hangen in het zwerk. Het heldere zonlicht over het landschap contrasteert met de schaduwwerking in de vensternis. Verbleking van het blauwe pigment heeft ervoor gezorgd dat het water en de lucht er anders uitzien dan oorspronkelijk. Schepen varen af en aan naar de drukke haven, die Bruegel het volgende jaar zou verlaten voor Brussel.

## Interpretatie
Weinig kunsthistorici zijn van mening dat Bruegel eenvoudig twee exotische dieren heeft willen afbeelden zonder diepere betekenis. De apen zeggen iets over de mensen, maar wat? Het eerste spoor van het werk is in 1668 in de nalatenschap van de verzamelaar Pieter Stevens, dus over de totstandkoming is niets geweten. Bruegel had in die periode een zekere fascinatie voor apen, die ook te zien zijn op de prent Marskramer bestolen door apen (1562) en achter tralies op Dulle Griet (1563). Iconografisch bestond er een traditie die apen negatieve eigenschappen liet vertegenwoordigen. De aapjes van Bruegel zijn uiteenlopend gelezen als moraliserende symbolen van lust, gulzigheid, gierigheid of verdorvenheid. Of is het geen zonde die aan de ketting ligt, maar de vrijheid zelf? Ook is gespeculeerd over woordspelingen op de toenmalige actualiteit en over uitdrukkingen in verband met noten. Misschien de meest voor de hand liggende interpretatie is dat Bruegel speelde met het cliché van de kunstenaar als vaardig na-aper van de natuur (ars simia naturae). We weten dat hij zijn vriend Ortelius verblijdde met reflecties over de verhouding tussen kunst en natuur. Maar daarmee zijn de betekenislagen van het werk lang niet uitgeput.

## Nachleben
De Poolse Wisława Szymborska schreef het gedicht Dwie małpy Bruegla over haar interactie met het schilderij.

## Voetnoten
1. ↑  Pieter Bruegel the Elder: Two Monkeys, 1562, smh.museum (geraadpleegd 25 augustus 2020)

- Marburg Picture Index: 02552036
- Gemeinsame Normdatei: 7626070-7
- RKDimages: 260964

Landschap met de parabel van de zaaier (1557) · Wie een varken is, moet in het kot (1557) · Twaalf spreekwoorden (1558) · De spreekwoorden (1559) ·  De strijd tussen Vasten en Vastenavond (1559) · De kinderspelen (1560) · De zelfmoord van Saul (1562) · Twee aapjes (1562) · De val der opstandige engelen (1562) · De triomf van de dood (ca. 1562) · Dulle Griet (1563) · De vlucht naar Egypte (1563) · Gezicht op de baai van Napels (ca. 1563) · De bouw van de toren van Babel (1563) · De aanbidding door de wijzen in de sneeuw (1563) · De kruisdraging (1564) · De aanbidding door de wijzen (1564) · De ontslaping van Maria (ca. 1564) · Christus en de overspelige vrouw (1565) · De hooitijd (juni/juli) (1565) · De oogst (augustus/september) (1565) · De terugkeer van de kudde (oktober/november) (1565)  · Jagers in de sneeuw (december/januari) (1565) · De sombere dag (februari/maart) (1565) · Winterlandschap met schaatsers en vogelknip (1565) · De kindermoord te Bethlehem (ca. 1566) · De boerenbruiloftsdans (1566) · De volkstelling te Bethlehem (1566) · De prediking van Johannes de Doper (1566) · De Sint-Maartenswijn (1566-67) · Het Land van Kokanje (Luilekkerland) (1567) · De bekering van Paulus (1567) · Het bruiloftsmaal (ca. 1567) · De dorpskermis (ca. 1567) · De toren van Babel (ca. 1568?) · Drie soldaten (1568) · De nestrover (1568) · De misantroop (1568) · De parabel van de blinden (1568) · Hoofd van een boerin (ca. 1568) · De kreupele bedelaars (1568) · De ekster op de galg (1568)
Landschap met de verschijning van Christus aan het meer van Tiberias (1553) · De aanbidding door de wijzen (ca. 1556) · De val van Icarus (ca. 1565)
De grote vissen eten de kleine · Zeeslag in de Straat van Messina